# Valentine (Måneskin)
Valentine è un singolo del gruppo musicale italiano Måneskin, pubblicato il 17 novembre 2023 come secondo estratto dalla riedizione del terzo album in studio Rush! (Are U Coming?).

## Video musicale
Il video, diretto da George Gallardo Kattah, è stato reso disponibile dal 10 novembre 2023 attraverso il canale YouTube del gruppo.

## Classifiche
| Classifica (2023) | Posizione massima |
| ----------------- | ----------------- |
| Grecia            | 15                |
| Lettonia          | 19                |
| Lituania          | 24                |
| Polonia           | 95                |